# Burned & frozen
Burned & frozen is het vierde muziekalbum van Radio Massacre International (RMI). Het officiële platenlabel van RMI Centaur Discs Ltd. kon de grote stroom van deze band niet aan. Aangezien er in die jaren (kennelijk) veel vraag naar was, bracht RMI naast de commerciële uitgaven ook cd-rs in eigen beheer uit met muziek die niet meer op de Centaur-discs paste. Burned & frozen was het eerste album dat als zodanig verscheen. Het bevat opnamen die zijn gemaakt voor hun eerste album Frozen north gezien de titel van de tweede track.   
Het plaatje moest per postorder besteld worden en vanuit Nederland per postwissel betaald worden; PayPal en internetbetalingen waren er nog niet dan wel in zeer primitief stadium.

## Musici
- Steve Dinsdale – synthesizers
- Duncan Goddard – synthesizers, gitaar
- Gary Houghton – basgitaar, synthesizers

## Muziek
| Nr. | Titel                                  | Duur  |
| --- | -------------------------------------- | ----- |
| 1.  | Armistice                              | 20:18 |
| 2.  | Burned & frozen (Frozen north part IV) | 52:19 |